# خافيير كارمونا
خافيير كارمونا (بالإسبانية: Xavier Carmona Velasco) (21 يناير 1993 بسانتا كولوما دي جرامانيت في إسبانيا - ) هو لاعب كرة قدم إسباني في مركز الدفاع. لعب مع ريال بلد الوليد ب وريال بلد الوليد وريال مدريد ج ونادي ليغانيس ونادي ألميريا ب.

## روابط خارجية
- خافيير كارمونا على موقع قاعدة بيانات كرة القدم.إي يو (الإنجليزية)
- خافيير كارمونا على موقع Soccerway.com (الإنجليزية)
- خافيير كارمونا على موقع AS.com (الإسبانية)